# クライム・ストッパーズ

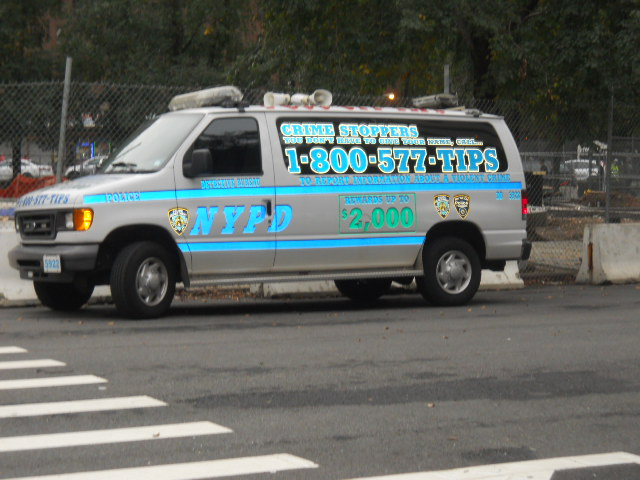
ニューヨーク市警のクライムストッパーズのバン

クライム・ストッパーズ (Crime Stoppers または Crimestoppers) は地域プログラムのひとつで、匿名の者から得られた犯罪活動の情報を当局に提供し、人々を助けるものである。多くの場合、非営利団体または警察によって運営されており、緊急通報など警察への通常の連絡手段とは分けられている。これによって、情報提供者は事件調査に直接の関与をせずに、当局の事件解決に協力することができる。1976年にアメリカ合衆国ニューメキシコ州のアルバカーキで設立され、のちにオーストラリア、カナダ、アイルランド、イギリスで次いで設立された。
当局、特に警察は、しばしばクライム・ストッパーズから得られる犯罪活動や計画の情報に頼っている。クライム・ストッパーズは犯罪者からの報復を恐れることなく、また、目撃者が匿名で情報提供できるように設立された。これを達成するためには、いくつも課題があった。

## 歴史

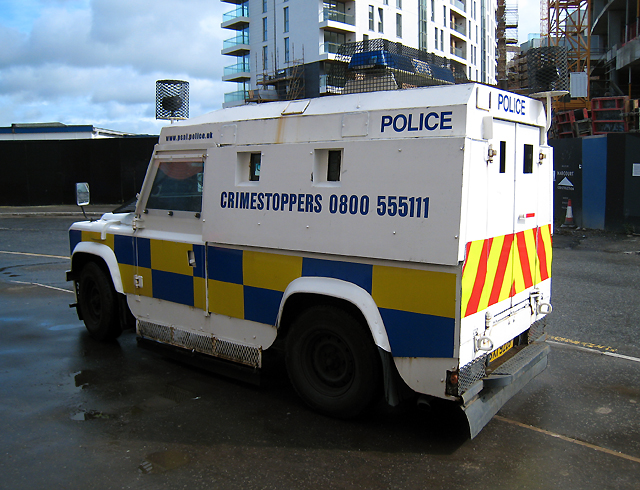
北アイルランド警察のクライム・ストッパーズの車両

最初のクライム・ストッパーズは1976年にニューメキシコ州アルバカーキで設立された。その月にガソリンスタンドで夜勤で働くマイケル・カルメンが銃殺されたが、2週間経っても警察は事件解決の有力な情報を手に入れられなかった。捜査官のグレッグ・マッカリースは地元テレビ局に犯罪の再現ドラマを作って欲しいと頼み、その放送時には逮捕につながる情報提供に1000ドルの懸賞金を用意した。72時間も経たないうちに、事件現場から猛スピードで去っていく車を目撃した男が、その車のナンバーを通報してきた。電話をした男は、事件に関係することを嫌い、それまで通報していなかった。
マッカリース捜査官は、恐れと無関心が市民を事件から遠ざけていることに気付き、市民が匿名で情報提供ができるシステムを設計した。このシステムは市民に事件への関与と参加を促すことに注力しており、未解決事件を電子媒体を周知するために活用した。警察は犯人の逮捕や有罪判決の有力な情報に懸賞金をかけた。
1976年に最初のクライム・ストッパーズが設立されてから、100万人以上の犯罪者を逮捕し、没収財産は100億ドルを超える。
クライム・ストッパーズはオーストラリア、カナダ、イギリスにも拡がっている。本来は、その土地や地域の個別のものであるが、ほとんどの組織は非営利団体か警察によって運営されており、さまざまな国内の（または国際的な）統括組織が存在する。アメリカとカナダでは、各組織が使用している電話番号とは別に、国内共通で使えるフリーダイヤルが "+1-800-222-TIPS" が使われており、それぞれの組織に通報されるようになっている。同様に、イギリスでは "0800 555 111" 、アイルランドでは "1800 25 00 25" が用意されている。北アイルランドでは、警察車両で知られるランドローバータンギーにクライム・ストッパーズの電話番号が書かれている。